# Jacques Garelli
Jacques Garelli (Belgrado, República de Serbia, 2 de junio de 1931-París, Francia, 24 de diciembre de 2014), fue un poeta y un filósofo francés. 

## Biografía
Autor de más quince obras de poesía y de filosofía fue un experto de la Unesco en Zaire con el histórico de África Aurelio Pace, padre del artista Joseph Pace. Ha enseñado literatura y filosofía en la Universidad de Yale (USA), en la Universidad de Nueva York (USA) y en la Universidad de Amiens (Francia). Influenciado por el pensamiento de Martin Heidegger   y de Merleau-Ponty, el objeto principal de su investigación permanece la fenomenología  y la ontología.

### Poesía
- Brèche, París, Mercure de France, 1966
- Les Dépossessions suivi de Prendre appui, París, Mercure de France, 1968
- Lieux Précaires, París, Mercure de France, 1972
- L’Ubiquité d’être suivi de Difficile Séjour, París, José Corti, 1986
- Archives du Silence suivi de Récurrences du Songe, París, José Corti, 1989
- L’Entrée en Démesure, suivi de L’Écoute et le regard, París, José Corti, 1995
- Brèche / Les Dépossessions / Lieux Précaires, Encre Marine, Fougères - La Versanne, 2000
- Fragments d’un corps en archipel suivi de Perception et imaginaire. Réflexions sur un poème oublié de Rimbaud, París, José Corti, 2008
- Fulgurations de l'être, José Corti, 2011

## Filosofía / estética
- La Gravitation Poétique, París, Mercure de France, 1966
- Le Recel et la Dispersion, París, Gallimard, « Bibliothèque des Idées», 1978
- Artaud et la Question du Lieu, París, José Corti, 1982
- Le Temps des Signes, París, Klincksieck, 1983
- Rythmes et Mondes, Grenoble, Jérôme Millon, 1991
- Introduction au Logos du Monde esthétique. De la Chôra platonicienne au Schématisme transcendantal kantien et à l’expérience phénoménologique du Monde, París, Beauchêsne, 2000
- De l’entité à l’événement. La phénoménologie à l’épreuve de la science et de l’art contemporains, Editions Mimesis, Milan / París, 2004
- La mort et le songe, Editions Mimesis, París / Milan, 2007
- La fenomenologia a prova della scienza e dell'arte contemporanee, Editions Mimesis, Paris, Milan, 2010